# Дівчина ритму
«Дівчина ритму» (англ. Beat Girl) — британський фільм 1960 року.

## Сюжет
Пол, розведений архітектор, одружується на Ніколь, жінці з Парижа. Його дочка підліток Дженні дружить з бітниками і любить слухати джаз і рок-н-рол. Дженні відчуває неприязнь до своєї мачухи, яка не набагато старша за неї. Коли Дженні дізнається, що Ніколь була танцівницею в стрип-клубі, то влаштовується туди на роботу, щоб дізнатися більше подробиць.

## У ролях
| Актор          | Роль              |
| -------------- | ----------------- |
| Девід Фаррар   | Пол Лінден        |
| Ноель Адам     | Ніколь            |
| Крістофер Лі   | Кенні Кінг        |
| Джилліан Гіллз | Дженніфер Лінден  |
| Адам Фейт      | Дейв              |
| Ширлі Енн Філд | Додо              |
| Пітер Макенері | Тоні              |
| Клер Гордон    | Гані              |
| Олівер Рід     | картата сорочка   |
| Майкл Кейні    | спортивний костюм |